# Часовня-памятник на камне в Чудском озере
Часо́вня-па́мятник на ка́мне в Чудско́м озере — часовня Святому Трифону на Чудском озере, являющаяся одновременно памятником, воздвигнутым у предполагаемого места Ледового побоища. Сруб часовни покоится на камне в озере у села Кобылье Городище.

## Экспедиция Караева
В 1958—1961 гг. научная экспедиция Института археологии Академии наук СССР пыталась найти место Ледового побоища на Чудском озере. Экспедиция осуществлялась под председательством академика М. Н. Тихомирова, непосредственную работу экспедиции возглавил кандидат военных наук, генерал-майор Г. Н. Караев. Было проведено комплексное исследование по нескольким направлениям: а) гидрологическое, б) подводное и наземное археологическое исследование, в) сбор преданий и прочих свидетельств, сохранившихся в среде местного населения.
Летописный текст указывает следующее место сражения Александра Невского с немецко-рыцарским войском:

на Чюдьскомь озеръе, на Узмени, у Воронѣя камени
— Новгородская первая летопись старшего и младшего изводов
С помощью геологических и подводных археологических изысканий решалась одна из основных задач экспедиции — поиск Вороньего Камня, упомянутого в летописи.
Один из кандидатов в искомый Вороний Камень был найден экспедицией летом 1958 г. Это была «гигантская глыба тёмно-бурого песчаника… Около тысячи лет назад он мог быть очень высок и возвышался над окружавшим лесом, образуя большой холм, который был виден издалека.». Была построена карта останца Вороньего Камня, по которой размер его основания составляет 185 на 200 метров. Находка была обнаружена в Больших Воротах Тёплого Озера, то есть в проливе между островами Городецкий и Вороний, с одной стороны, и о. Станок — с другой.

## Современные исследования
Современным продолжением исследований является подготовка и организация научной экспедиции,
осуществляемая А. А. Селезнёвым. Цель экспедиции — уточнение места Ледового побоища. На первом этапе:
- проведен анализ динамики таяния льда в районе предполагаемой битвы по данным космических снимков[10];
- составлена карта рельефа дна озера;
- выполнен поиск границ береговой черты озера времён Ледового побоища.

### Постройка часовни
Несовершенство технологий 1960-х гг. не позволило экспедиции Караева найти какие-либо артефакты под слоем ила толщиной в 2-3 метра. Святой Трифон почитается в Московской Руси как помощник в поиске утерянного (см. Святой Трифон#Славянские предания). Поэтому экспедиция А. А. Селезнёва в качестве очередного этапа работ построила памятник-часовню в честь святого.
На Чудском озере, в воде, в 50 метрах от берега стоит большой валун. На него было решено ставить часовню, спроектированную А. А. Селезнёвым. Чтобы часовню, во-первых, не заливало и не снесло, во-вторых, для придания точного горизонтального положения, между срубом и камнем была установлена специальная платформа высотой
30 см. Платформу для часовни сделали на Средне-Невском судостроительном заводе. Свой вклад в постройку памятника внесли мастера разных городов России: купол делали в Челябинске, лемех — в Вологде, сруб для часовни сработали в Гдове. Последующие работы стали возможны благодаря пожертвованию неравнодушных людей из Санкт-Петербурга. Икону Святого мученика Трифона вырезал мастер из Красного Села, её освятили в храме архангела Михаила в Кобыльем Городище, затем икону перенесли в часовню.
В 2013 году в Кобыльем Городище прошла выставка картин Вячеслава Рожкова, посвящённых Александру Невскому.
Через несколько лет киот, за которым находилась икона Святого Трифона, был испорчен, покорёжен. В 2016 году Александр Селезнёв отвёз киот в Санкт-Петербург на реставрацию. В 2017 году киот был отреставрирован и икону святого мученика Трифона вернули на восточный фасад часовни.
Первоначально планировалось, установить часовню на острове Озолец. После прилёта трёх соколов А. А. Селезнёв решил изменить место установки часовни. «Один из соколов сел на камень, другой — у изображения коня на крыше, и оба сокола со своих мест наблюдали за третьим, который гонял сорок по саду, где стоял сруб часовни». Поэтому было решено поставить часовню в воде Чудского озера, в 50-ти метрах от береговой черты, рядом с Кобыльем Городищем.

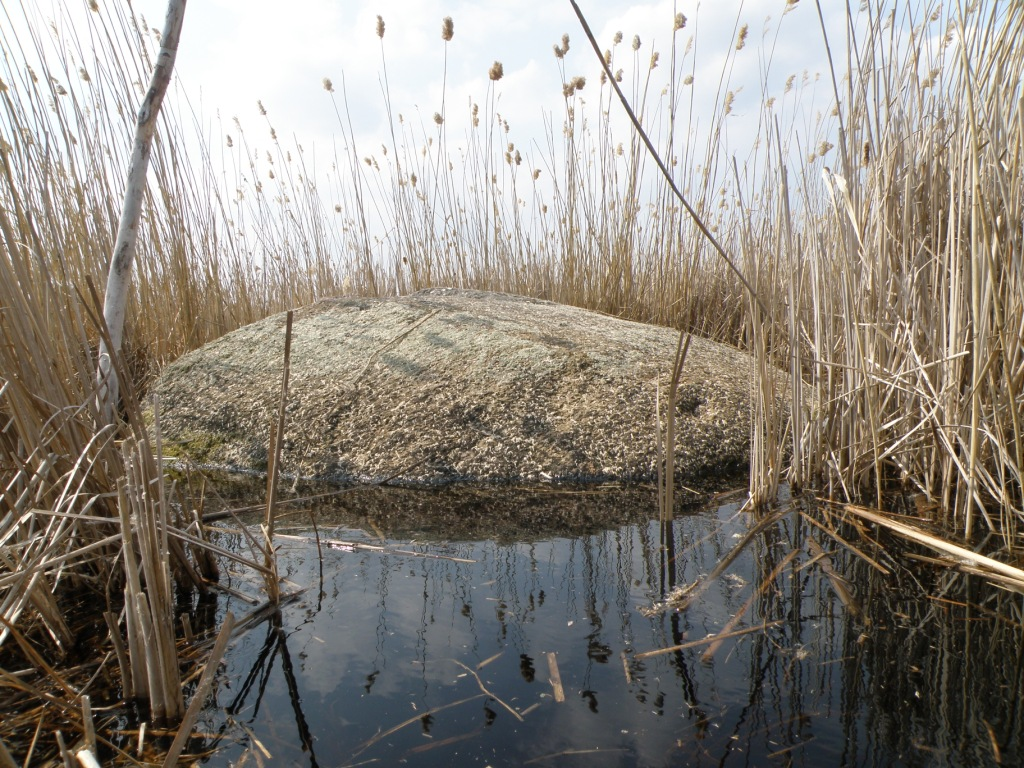
Камень, являющийся основанием часовни
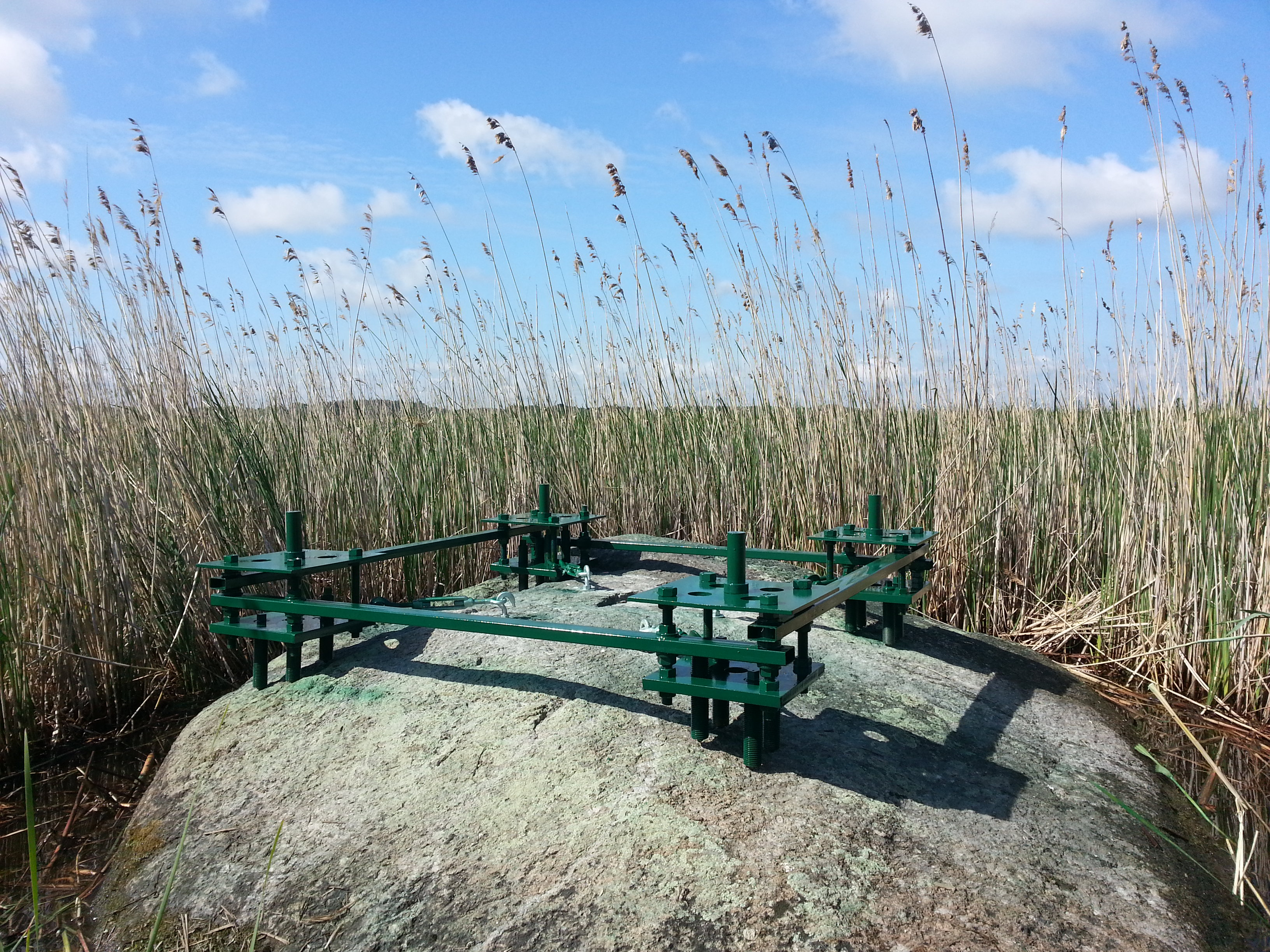
Платформа часовни на камне
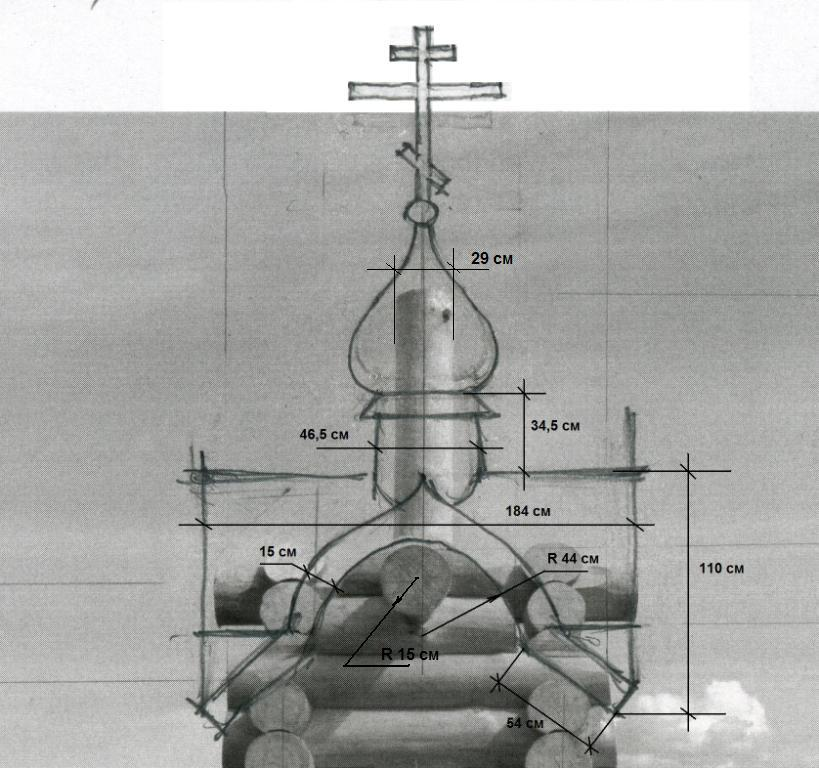
Эскиз главки
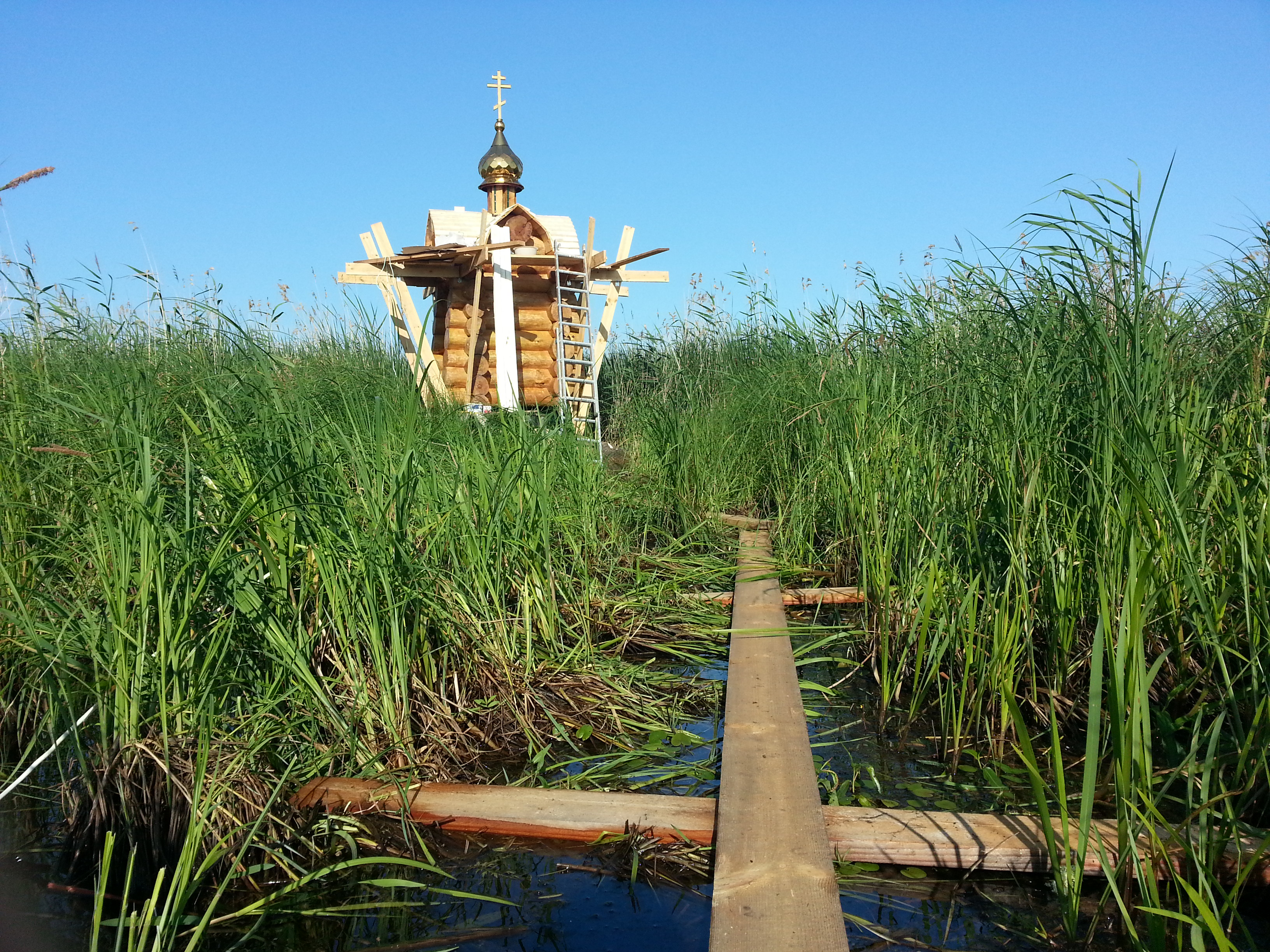
Постройка часовни на воде
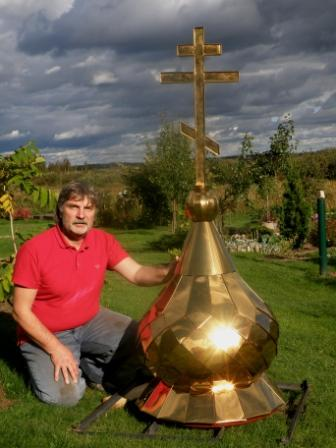
Главка для часовни и Александр Александрович Селезнёв
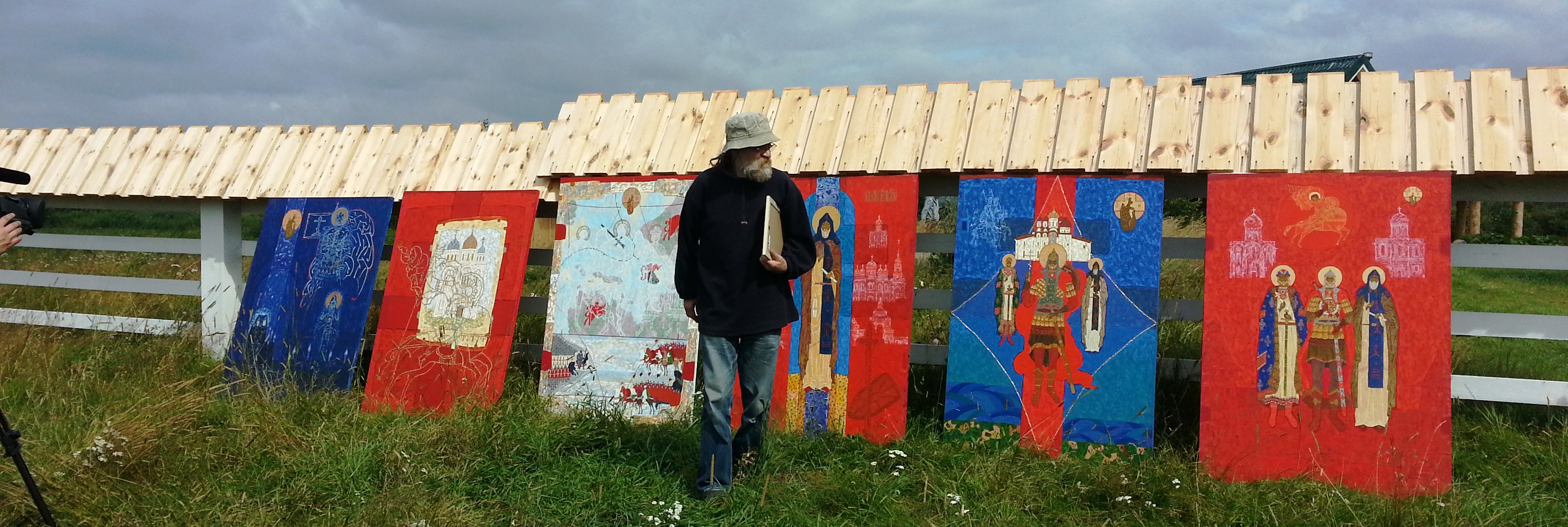
Выставка Вячеслава Рожкова, картины посвящены Александру Невскому

### Звуковая система
В 2014 году в часовне была установлена аппаратура для воспроизведения колокольного звона над водой.
Звуковую аппаратуру на базе автомобильного усилителя «Патриот» с мощностью усилителя до 700 ватт смонтировали радиоинженеры из Красного Села. Система адаптирована для длительной работы в климатических условиях Чудского озера. Аппаратура работает под управлением компьютера. Аудиоколонки создают звук, камень, на котором стоит часовня, отражает звук, звук плывёт над водой и на псковском берегу слышно звон колоколов.
Аппаратура успешно проработала полтора года, воспроизводя колокольный звон. В 2016 году из часовни Трифона вандалы украли усилитель и аккумулятор, по данным МВД в Самолве в эти годы участились кражи. С 2016 года у часовни Трифона на берегу Чудского озера не слышно колокольного звона.

### Общий план
Постройка часовни посвящена памяти Ледового побоища 1242 года. В дальнейшем планируется присвоить месту Ледового побоища статуса Поля русской славы и создать Федеральный ландшафтный военно-исторический музей, аналогично таким территориям, как: Музей Куликовской битвы, Бородинский военно-исторический музей-заповедник и Прохоровское поле,.